# Triraphis andropogonoides
Triraphis andropogonoides är en gräsart som först beskrevs av Ernst Gottlieb von Steudel, och fick sitt nu gällande namn av Edwin Percy Phillips. Triraphis andropogonoides ingår i släktet Triraphis och familjen gräs. Inga underarter finns listade i Catalogue of Life.